# Битва при Когордеросе
23 июня 1811 года в Когордеросе, провинция Леон, Кастилия-Леон, состоялась битва при Когордеросе между французскими войсками под командованием бригадного генерала Жана Андре Вальто и испанскими войсками под командованием генерала Франсиско Табоада-и-Хиля во время Пиренейской войны. После семи часов битвы французы потерпели поражение и отступили в Леон. Несмотря на победу, Табоада, которому угрожала основная часть армии генерала Жана Пьера Франсуа Боне, ушёл в Асторгу. Однако Боне и маршал Жан-Батист Бессьер решили не посылать больше войск в Эстремадуру, что способствовало продвижению Веллингтона на юге.

## Предыстория

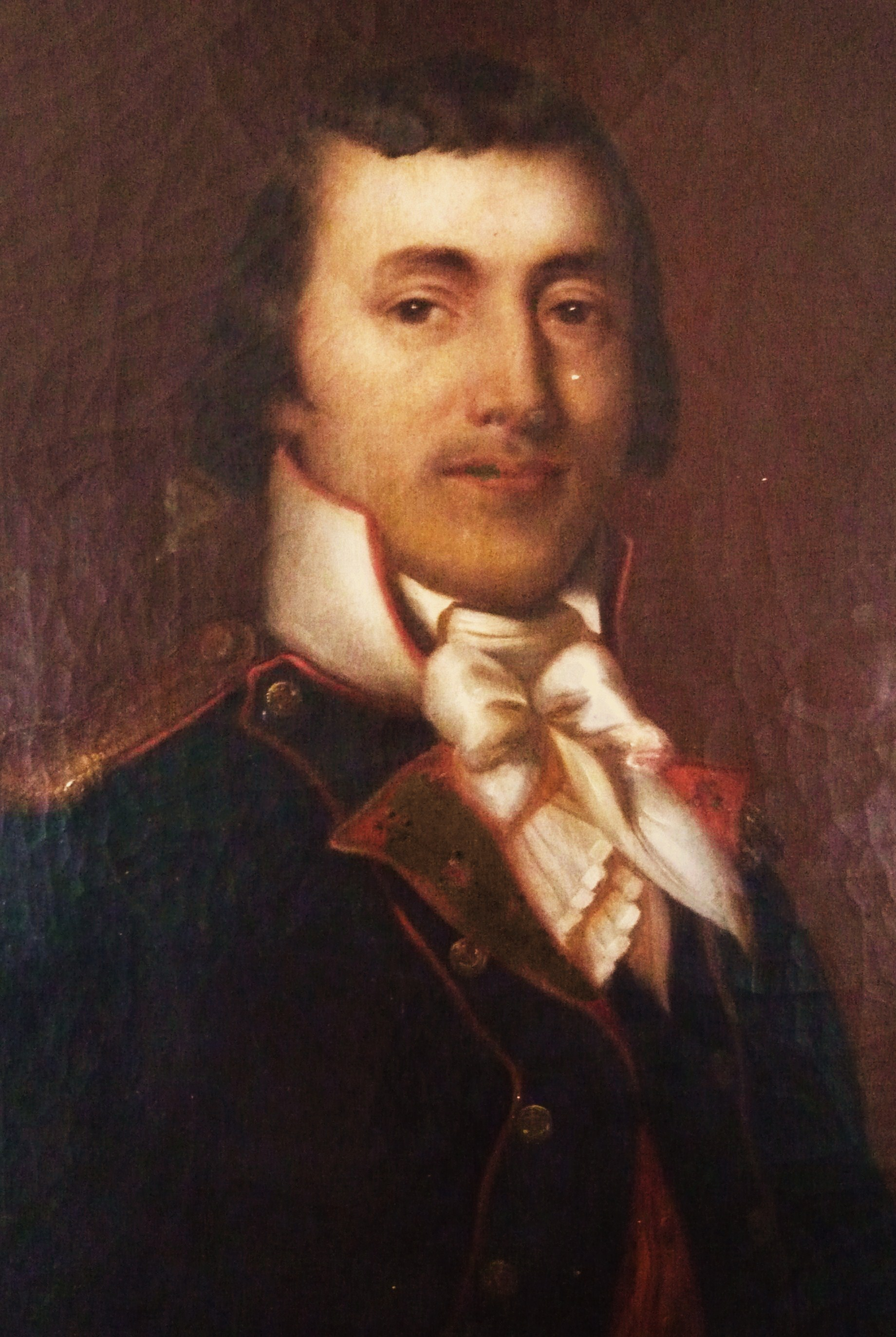
Бригадный генерал Жан Андре Вальто

В июне 1811 года французы оккупировали Парамо-Леонес. В ответ испанские войска под командованием фельдмаршала Хосе Марии Сантосильдеса атаковали французский гарнизон в Леоне и вынудили его покинуть город. Командир гарнизона Леона бригадный генерал Жан-Батист Жанен разрушил несколько участков городской стены и 19 июня отступил в Бенавенте. 22 июня Сантосильдес и его войска вошли в Леон после 14 месяцев французской оккупации; неизбежное прибытие французского подкрепления, однако, вынудило их вскоре уйти.
Тем временем генерал Жан Пьер Франсуа Боне перебрался из Астурии в Леон, сосредоточив свои войска на правом берегу реки Орбиго. Утром 23 июня бригадный генерал Жан Андре Вальто с войском в 5 тыс. человек снял осаду французского гарнизона в городе Бенавидес. Несмотря на большие потери, французы вынудили испанцев отступить; потери испанцев были намного меньше. Затем французский генерал решил атаковать войска генерала Франсиско Табоада-и-Хиля, расположенные в небольшом городке Когордерос.

## Битва
Несмотря на отсутствие достоверных данных о войсках Табоада и меньшее по размеру войско, Вальто решился на атаку. Испанцы стойко сражались в течение более чем четырёх часов, пока не прибыл бригадный генерал Федерико Кастаньон с тремя батальонами полка Oviedo, которыми командовал полковник Педро Мендес де Виго. Вместе с кавалерией Табоада они атаковали французский фланг и переломили ход битвы. Испанцы провели три атаки, нанеся французам тяжёлый урон, и после семи часов сражения те наконец отступили, оставив после себя большое количество оружия и боеприпасов. Несколько сотен французов, включая 11 офицеров, попали в плен. Сам Вальто был убит в бою во время первой испанской атаки. Испанцы захватили трёх полковых орлов и выследили и взяли в плен множество отходящих французских солдат. Всего французские потери составили 500 убитых и раненых, в то время как испанцы потеряли 17 убитых и 83 раненых.

## Итог

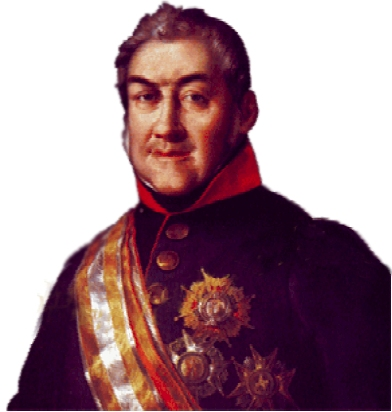
Фельдмаршал Хосе Мария Сантосильдес

Несмотря на победу, Табоада, которому угрожала основная часть армии генерала Жана Пьера Франсуа Боне, отправился в Асторгу. Однако Боне и маршал Жан-Батист Бессьер приостановили отправку дополнительных войск в Эстремадуру, что способствовало продвижению Веллингтона на юге. В июле французская армия в Леоне была усилена несколькими тысячами человек под командованием генерала Жана Мари Пьера Дорсенна, который заменил Бессьера. Следующая битва состоялась 27 августа 1811 года в Риего-де-Амброс, где французы под командованием генерала Андре-Филлипа Корсена были разбиты испанскими войсками во главе с бригадным генералом Федерико Кастаньоном.